# Comune di Munkebo
Il comune di Munkebo, fino al 1º gennaio 2007 è stato un comune danese situato contea di Fionia, il comune aveva una popolazione di 5 881 abitanti (2006) e una superficie di 19 km². Capoluogo era la cittadina di omonima.
Dal 1º gennaio 2007, con l'entrata in vigore della riforma amministrativa, il comune è stato soppresso e accorpato, insieme al comune di Langeskov, al riformato comune di Kerteminde.